# Грег Маклін
Грег Маклі́н (англ. Greg McLean або Greg Mclean) — австралійський кінорежисер, продюсер і письменник, найбільш відомий фільмами «Вовча яма» (англ. Wolf Creek, 2005), «Крокодил» (Rogue, 2007) та «Вовча яма 2» (Wolf Creek 2, 2013).

## Кар'єра
Незважаючи на успіх в австралійському кіно про дику природу, початкова освіта Грега Макліна — живопис. Також він закінчив Національний інститут драматичного мистецтва. На початку режисерської кар'єри Маклін працював асистентом театрального режисера Ніла Армфілда (Neil Armfield) та в Австралійській опері (м. Сідней) під керівництвом База Лурманна.
У 2000 році перший короткометражний фільм Грега Макліна (англ. Plead) виборов золоту нагороду Спілки кінематографістів Австралії (ACS), наступна короткометражка 2001 року (англ. ICQ) була показана в програмі Міжнародного фестивалю незалежного кіно в Нью-Йорку, де Маклін здобув звання «Найкращого режисера короткометражних фільмів року».
Грег Маклін почав працювати продюсером, створивши виробничу (продюсерську) компанію GMF (Greg McLean Film), яка знімає для телебачення рекламні ролики тощо.
2005 року з'явився перший повнометражний фільм Грега Макліна «Вовча яма» (прим. українська назва — «традиційна» калька з російського перекладу оригінальної Wolf Creek). Незважаючи на вікові обмеження, цей фільм жахів став популярним у США та інших країнах і зробив режисера знаменитим.
Наступною кінокартиною Макліна став фільм «Крокодил» (оригінальна назва «Розбійник», англ. Rogue), що вийшов на екрани 2007 року. У фільмі розповідається історія найбільшого австралійського крокодила Sweetheart, який протягом кількох років нападав на судна на півночі Австралії.
Окрім виробництва та знімання фільмів, Грег Маклін працює письменником. У лютому 2013 року вийшло продовження «Вовчої ями» — Wolf Creek 2, де Маклін став автором сценарію, режисером і продюсером. У фільмі знялися відомі в Австралії актори — Джон Джарретт і Раян Корр.
Серед нових робіт Грега Макліна — головний виконавчий продюсер (шоураннер) «Легенди про Бена Голла» (англ. The Legend of Ben Hall) та «Темрява» (англ. The Darkness), погано сприйнята критиками і глядачами.

## Фільмографія
| Роки      | Назва                  | Ориг. назва            | Режисер   | Сценарист  | Продюсер                       | Актор                 | Примітки                  |
| --------- | ---------------------- | ---------------------- | --------- | ---------- | ------------------------------ | --------------------- | ------------------------- |
| 2021      | Ла Бреа                | La Brea                | 1 епізод  | Ні         | Ні                             | Ні                    | серіал                    |
| 2021      | Джек Айріш             | Jack Irish             | 4 епізоди | Ні         | Ні                             | Ні                    | серіал                    |
| 2020      | Блум                   | Bloom                  | 3 епізоди | Ні         | Ні                             | Ні                    | серіал                    |
| 2020      | Похмурий               | The Gloaming           | 4 епізоди | Ні         | Ні                             | Ні                    | серіал                    |
| 2016—2017 | Вовча яма              | Wolf Creek             | 3 епізоди | 6 епізодів | виконавчий продюсер (1 епізод) | Ні                    | мінісеріал                |
| 2017      | Джунглі                | Jungle                 | Так       | Ні         | Так                            | Ні                    |                           |
| 2017      | Легенда про Бена Голла | The Legend of Ben Hall | Ні        | Ні         | виконавчий продюсер            | Ні                    |                           |
| 2016      | Експеримент «Офіс»     | The Belko Experiment   | Так       | Ні         | Ні                             | Ні                    |                           |
| 2016      | Темрява                | The Darkness           | Так       | Так        | Так                            | Ні                    |                           |
| 2016      | Унизу                  | Down Under             | Ні        | Ні         | виконавчий продюсер            | Ні                    |                           |
| 2015      | Місто монстрів         | Tales of Halloween     | Ні        | Ні         | Ні                             | розділ «Погане сім'я» |                           |
| 2013      | Вовча яма 2            | Wolf Creek 2           | Так       | Так        | Так                            | Ні                    |                           |
| 2012      | Підвал                 | Crawlspace             | Ні        | Ні         | виконавчий продюсер            | Ні                    |                           |
| 2010      | Ред-Гілл               | Red Hill               | Ні        | Ні         | виконавчий продюсер            | Ні                    |                           |
| 2009      | Грань реальності       | The Edge of Reality    | Ні        | Ні         | виконавчий продюсер            | Ні                    | короткометражний          |
| 2008      | Створення «Крокодила»  | The Making of Rogue    | Так       | Ні         | Ні                             | Ні                    | документальний відеофільм |
| 2008      | Карликова рослина      | Runt                   | Ні        | Ні         | співпродюсер                   | Ні                    | короткометражний          |
| 2007      | Крокодил               | Rogue                  | Так       | Так        | Так                            | Ні                    |                           |
| 2005      | Вовча яма              | Wolf Creek             | Так       | Так        | Так                            | два персонажі         |                           |
| 2001      | ICQ                    | ICQ                    | Так       | Так        | Так                            | Ні                    | короткометражний          |